# Nemška cerkev, Göteborg
Nemška cerkev (nemško Deutsche Kirche, švedsko Tyska kyrkan), imenovana tudi Kristinina cerkev (Christinae kyrka, Christinenkirche), je cerkev v središču Göteborga na Švedskem. Poimenovana je bila po kraljici Kristini, odprta je bila leta 1748 in jo je uporabljala nemška in nizozemska kongregacija v Göteborgu. Cerkev vsebuje kariljon s 42 zvonovi, ki ga je leta 1961 ulila livarna Bergholtz.

## Nemška kongregacija Göteborg
Leta 1623, dve leti po ustanovitvi Göteborga, je bila tam ustanovljena nemška kongregacija. Sestavljali so jo priseljeni protestanti iz Nizozemske, Nemčije in Škotske, ki so pomagali graditi mesto.
Kongregacija je imela leta 2017 približno 900 članov in je del Švedske cerkve.
Bogoslužja potekajo v nemščini vsako nedeljo ob 11. uri. Cerkev letno sprejme približno 70.000 obiskovalcev. Kongregacija organizira različne skupine za malčke in malčke s starši, otroke, stare od 6 do 9 let, skupino za preučevanje Svetega pisma, pevski zbor, ekipo za kosilo in druge. Prostovoljci pomagajo pri načrtovanju bogoslužij, rojstnodnevnih zabav in cerkvene kave.

## Zgodovina gradnje
Temeljni kamen kamnite cerkve je bil položen leta 1634, posvečena pa je bila leta 1648. Kraljica Kristina je finančno podprla gradnjo cerkve in 28. aprila 1649 podelila nemški kongregaciji temeljne privilegije. Zato je bila cerkev poimenovana po kraljici Kristini. 10. maja 1669 je zgorel celoten severni del mesta, vključno z nemško cerkvijo. Cerkev je bila ponovno odprta leta 1672.
Leta 1681 je Rutger von Ascheberg (1621–1693) za oltarjem zgradil pogrebni kor zase in za svojo družino. Leta 1683 je kralj Karel XI. Švedski nemški kongregaciji zagotovil denarno pomoč pri gradnji cerkvenega zvonika. Zvonik je bil dokončan leta 1699. 14. januarja 1746 je še en večji požar severni del mesta, vključno z nemško cerkvijo, spremenil v ruševine in pepel. Nemška cerkev je bila ponovno odprta 15. aprila 1748. Sedanji cerkveni zvonik je bil dokončan leta 1783.
Cerkev sv. Kristine je bila med letoma 2000 in 2001 prenovljena. Zamenjana je bila bakrena streha zvonika in velik del ladje. Stene ladje so bile na zunanji strani ometane, na notranji strani pa prepleskane.

## Oprema in prenove
Neoklasicistični oltar cerkve sv. Kristine je bil izdelan po risbi Jeana Louisa Despreza. Prižnica, v istem slogu in po skici Th. Wennberga, je bila skupaj z oltarjem posvečena leta 1798. Oltar in prižnica sta bila omogočena po volji trgovca Johana Petterja Holtermana. Prejšnja baročna prižnica Marcusa Jaegerja iz Stralsunda iz leta 1672 je bila leta 1797 prodana cerkvi v Lysekilu.
Izdelava in postavitev vitrajev s preroki in evangelisti sta bili omogočeni z donacijami. Prvi od teh vitražev izvira iz leta 1897, v naslednjih letih pa jih je bilo še več. V bombnem napadu na sosednjo mestno hišo leta 1978 je bilo uničenih sedem cerkvenih oken, od tega do 50 odstotkov, vendar je bila škoda od takrat v veliki meri popravljena.
Skrinja za zbiranje denarja v zadnjem delu cerkve izvira iz zgodnjih dni kongregacije. Takratni diakoni so zbirko hranili tam.
Med prenovo v letih 2000/2001 so cerkvene klopi dobile rdečkasto rjavo barvo. Zakristija je bila opremljena v sodobnem slogu in nameščen je bil sodoben zvočni sistem. V nekdanjem muzeju je bila nameščena kuhinja. Dragoceni predmeti iz nekdanjega muzeja so od takrat razstavljeni v vitrinah na zadnji strani cerkve. Cerkev je bila po prenovi 25. marca 2001 ponovno posvečena s strani göteborškega škofa Larsa Eckerdala.
V cerkvenem zvoniku je od leta 1961 kariljon z 42 zvonovi. Trikrat na dan predvaja zborovske melodije.